# Mesía
Mesía település Spanyolországban, A Coruña tartományban. Mesía Ordes, Abegondo, Oza-Cesuras, Curtis, Vilasantar, Boimorto, Frades és Carral községekkel határos. Lakosainak száma 2383 fő (2024).

## Népesség
A település népessége az utóbbi években az alábbiak szerint változott:
| Lakosok száma | 3356 | 3216 | 3102 | 2975 | 2922 | 2795 | 2700 | 2530 | 2479 | 2383 |
|               | 2001 | 2004 | 2006 | 2009 | 2011 | 2014 | 2016 | 2019 | 2021 | 2024 |